# スマーティザン テクノロジー
スマーティザンテクノロジー（英語：Smartisan Technology,中国語：锤子科技）は、中国北京に本社を置く、通信機器・ソフトウェアメーカー。2012年5月に羅永浩により設立された。
主にスマートフォンの開発・販売を行っている。

## 概要
ハードウェア製品としてスマートフォンのT1、U1の開発・販売を行っている。ソフトウェア製品は主にAndroidベースの"Smartisan OS"を開発。クラウドサービスに関しては、スマイルクラウドの開発を行っている。
社名の”Smartisan”とは”Smartphone（スマートフォン）+Artisa（匠）”からできた造語で、”スマートフォン時代の匠”を意味している。

## 沿革
- 2012年5月 - スマーティザンテクノロジー（北京）有限会社設立
- 2013年3月27日 - 独自OS「Smartisan OS」を発表
- 2014年5月20日 - 初のフラッグシップ機「Smartisan T1」、独自OS「Smartisan OS 1.0」を発表
- 2015年
  - 8月27日 -「Smartisan U1」、独自OS「Smartisan OS 2.0」を発表。スマーティザンの企業価値は20億元に達し、最新の投資では5億元の現金融資を受けた。新製品発表会のチケット収入を元に、Smartisan公益基金を設立。
  - 12月29日 - 「Smartisan T2」、独自OS「Smartisan OS 2.5」を発表。
- 2016年10月18日 -「Smartisan M1/M1L」、独自OS「Smartisan OS 3.x」を発表。
- 2017年
  - 5月9日 -「Smartisan Nut Pro（坚果 Pro）」を発表。
  - 8月2日 - "Rebuild 2017"にて10億元の新たな現金融資を受けたことを発表した。
  - 11月7日 -「Smartisan Nut Pro 2（坚果 Pro 2）」を発表。
- 2018年5月15日 - 世界で初めて1TBストレージを搭載した「Smartisan Nut R1（坚果 R1）」を発表。
- 2019年
  - ByteDanceに買収される。
  - 10月31日 - 「Smartisan Nut Pro 3（坚果 Pro 3）」を発表。
- 2020年 -「Smartisan Nut R2」を発売
- 2021年 - Realmeが買収

## ラインナップ
- Smartisan T1
- Smartisan T2
- Smartisan M1/M1L
- Smartisan U1
- Smartisan Nut Pro
- Smartisan Nut Pro 2
- Smartisan Nut Pro 3
- Smartisan OS